# Sandskobbrevet
Sandskobbrevet är ett rev i Åland (Finland). Det ligger i den sydöstra delen av landskapet, 70 km öster om huvudstaden Mariehamn. Närmaste större samhälle är Kökar, 15,1 km väster om Sandskobbrevet. Revet är 0,2 hektar. Revets nordöstra hörn utgör en brytpunkt på gränsen mellan Åland och Egentliga Finland.